# Gamo-Ningi jezik
Gamo-Ningi jezik (ISO 639-3: bte), izumrli nigersko-kongoanski jezik uže kainjske skupine, koji se nekad govorio na području nigerijske države Bauchi. 
Pripadnici etničke skupine, njih 15 000 (Crozier and Blench 1992), danas govore jezikom hausa [hau]. Imao je dva dijalekta gamo (buta, mbuta, mbotu, ba-buche, ba-mbutu), ningi.

## Vanjske poveznice
- Ethnologue (14th)
- Ethnologue (15th)